# Aulexis jiangkouensis
Aulexis jiangkouensis es un coleóptero de la familia Chrysomelidae.

## Descripción
Fue descrita científicamente por primera vez en 1993 por Tan.